# 미국 화장품 원료 검토위원회
미국 화장품 원료 검토위원회(美國化粧品原料檢討委員會, 영어: Cosmetic Ingredient Review, CIR)는 미국 워싱턴 D.C.에 본부를 두고 있으며 화장품 성분의 안전성을 평가 및 검토하고 동료 심사를 거친 과학 문헌에 그 결과를 게재한다. 이 단체는 1976년에 미국 식품의약국(FDA)과 미국 소비자 연맹(CFA)의 지원을 받아 미국 개인 위생용품 위원회(당시에는 화장품, 화장실 용품, 향수 협회로 불림)에 의해 설립되었다.

## 같이 보기
- 미국 식품의약국
- 미국 소비자 연맹